# 洪都拉斯職業足球聯賽
洪都拉斯職業足球聯賽（Liga Nacional de Fútbol Profesional de Honduras）是洪都拉斯足球联赛的最高级别，分为秋季联赛与春季联赛。每个赛季有一支球队降入洪都拉斯甲組足球聯賽，同时一支球队升入職業聯赛。前 4 名通过附加赛来决定冠军归属。每个赛季的冠軍将获得参加中北美洲及加勒比海聯賽冠軍盃的资格。

## 參賽球隊
2021–22年洪都拉斯職業足球聯賽 10 支參賽隊伍：
| 中文名稱       | 英文名稱               | 所在城市       | 上季成績      |
| -------------- | ---------------------- | -------------- | ------------- |
| CD奧林比亞     | C.D. Olimpia           | 德古斯加巴     | 第 1 位       |
| 莫塔瓜         | F.C. Motagua           | 德古斯加巴     | 第 2 位       |
| 馬拉頓         | C.D. Marathón          | 聖佩德羅蘇拉   | 第 3 位       |
| 盧保斯UPNFM    | Lobos UPNFM            | 特古西加爾巴   | 第 4 位       |
| 皇家伊斯柏納   | Real C.D. España       | 聖佩德羅蘇拉   | 第 5 位       |
| CD維達         | C.D.S. Vida            | 拉塞瓦         | 第 6 位       |
| 帕蘭德森       | Platense F.C.          | 科爾特斯港     | 第 7 位       |
| 洪都拉斯普基素 | C.D. Honduras Progreso | 埃爾普羅格雷索 | 第 8 位       |
| 皇家蘇斯達托克 | C.D. Real Sociedad     | 托科阿         | 第 9 位       |
| 維多利亞       | C.D. Victoria          | 拉塞瓦         | 甲組，第 1 位 |

## 歷屆冠軍
以下為歷屆聯賽冠軍：

| 業餘時期 - 1947年：維多利亞 - 1948年：莫塔瓜 - 1949年：伊布拉斯 - 1950–51年：莫塔瓜 - 1951–52年：蘇拉 - 1952年：海關 - 1953年：聯邦 - 1954–55年：馬尼拉麻 - 1955–56年：伊布拉斯 - 1957–58年：奧林比亞 - 1958–59年：奧林比亞 - 1959年：奧林比亞 - 1960–61年：奧林比亞 - 1961年：奧林比亞 - 1962年：維達 - 1963–64年：奧林比亞 - 1964年：奧林比亞 | 職業時期 - 1965–66年：帕蘭德森 - 1966–67年：奧林比亞 - 1967–68年：奧林比亞 - 1968–69年：莫塔瓜 - 1969–70年：奧林比亞 - 1970–71年：莫塔瓜 - 1971–72年：奧林比亞 - 1972–73年：因財政問題而取消聯賽。 - 1973–74年：莫塔瓜 - 1974–75年：伊斯柏納 - 1975–76年：伊斯柏納 - 1976–77年：伊斯柏納 - 1977–78年：奧林比亞 - 1978–79年：莫塔瓜 - 1979–80年：馬拉松 - 1980–81年：皇家伊斯柏納 - 1981–82年：維達 - 1982–83年：奧林比亞 - 1983–84年：維達 - 1984–85年：奧林比亞 - 1985–86年：馬拉松 | - 1986–87年：奧林比亞 - 1987–88年：奧林比亞 - 1988–89年：皇家伊斯柏納 - 1989–90年：奧林比亞 - 1990–91年：皇家伊斯柏納 - 1991–92年：莫塔瓜 - 1992–93年：奧林比亞 - 1993–94年：皇家伊斯柏納 - 1994–95年：維多利亞 - 1995–96年：奧林比亞 - 1996–97年：奧林比亞 - 1997–98年春季：莫塔瓜 - 1997–98年秋季：莫塔瓜 - 1998–99年：奧林比亞 - 1999–2000年春季：莫塔瓜 - 1999–2000年秋季：莫塔瓜 - 2000–01年春季：奧林比亞 - 2000–01年秋季：帕蘭德森 - 2001–02年春季：莫塔瓜 - 2001–02年秋季：馬拉松 - 2002–03年春季：奧林比亞 - 2002–03年秋季：馬拉松 | - 2003–04年春季：皇家伊斯柏納 - 2003–04年秋季：奧林比亞 - 2004–05年春季：馬拉松 - 2004–05年秋季：奧林比亞 - 2005–06年春季：奧林比亞 - 2005–06年秋季：奧林比亞 - 2006–07年春季：莫塔瓜 - 2006–07年秋季：皇家伊斯柏納 - 2007–08年春季：馬拉松 - 2007–08年秋季：奧林比亞 - 2008–09年春季：馬拉松 - 2008–09年秋季：奧林比亞 - 2009–10年春季：馬拉松 - 2009–10年秋季：奧林比亞 - 2010–11年春季：皇家伊斯柏納 - 2010–11年秋季：莫塔瓜 - 2011–12年春季：奧林比亞 - 2011–12年秋季：奧林比亞 - 2012–13年春季：奧林比亞 - 2012–13年秋季：奧林比亞 - 2013–14年春季：皇家伊斯柏納 - 2013–14年秋季：奧林比亞 | - 2014–15年春季：莫塔瓜 - 2014–15年秋季：奧林比亞 - 2015–16年春季：洪都拉斯普基素 - 2015–16年秋季：奧林比亞 - 2016–17年春季：莫塔瓜 - 2016–17年秋季：莫塔瓜 - 2017–18年春季：皇家伊斯柏納 - 2017–18年秋季：馬拉松 - 2018–19年春季：莫塔瓜 - 2018–19年秋季：莫塔瓜 - 2019–20年春季：奧林比亞 - 2019–20年秋季：取消 - 2020–21年春季：奧林比亞 - 2020–21年秋季：奧林比亞 - 2021–22年春季：奧林比亞 - 2021–22年秋季：莫塔瓜 - 2022–23年春季：奧林比亞 - 2022–23年秋季：奧林比亞 |